# Kalamáki (Kalávryta, Achaïe)
Kalamáki (grec moderne : Καλαμάκι) est une localité située dans le dème de Kalávryta, dans le district régional d'Achaïe, dans la périphérie de Grèce-Occidentale, en Grèce.
Selon le recensement de 2011, elle compte 11 habitants.